# دبليو سي دبليو/إن دبليو أو ريفينج
دبليو سي دبليو/إن دبليو أو ريفينج (بالإنجليزية: WCW/nWo Revenge)‏ ، هي لعبة فيديو إلكترونية من نوع رياضة مصارعة الحرة، نشرها شركة تي إتش كيو الأمريكية سنة 1998م، وتعمل حصراً لنظام نينتندو 64.